# Pawieł Strogow
Pawieł Pietrowicz Strogow, ros. Павел Петрович Строгов (ur. 29 czerwca?/12 lipca 1911 w Moskwie) – antysowiecki partyzant, oficer Rosyjskiej Wyzwoleńczej Armii Ludowej, 30 Dywizji Grenadierów SS i jednej z niemieckich dywizji Waffen-SS podczas II wojny światowej, biskup Rosyjskiej Cerkwi Katakumbowej.

## Życiorys
W 1921 jego rodzice zostali aresztowani i rozstrzelani. Pawieł P. Strogow został wywieziony przez dalszą rodzinę do wsi w rejonie Kozielska. Pod koniec maja 1925 przystąpił do miejscowego antybolszewickiego oddziału partyzanckiego „Witiaź”. Pełnił rolę przewodnika i łącznika. Od 1928 ukrywał się na terenie orłowskiego, smoleńskiego i homelskiego okręgów. W 1934 reszta jego rodziny została wywieziona do Jakucji. Do czerwca 1941 ukrywał się w Briańsku. Kiedy wojska niemieckie zajęły te tereny, na początku października tego roku zaczął formować ochotnicze oddziały zbrojne w ramach tzw. Republiki Łokockiej, które rozmieszczono w miejscowościach Sjewsk, Nawlia i Łokoć. Na ich bazie współuczestniczył w tworzeniu Rosyjskiej Wyzwoleńczej Armii Ludowej (RONA). 8 stycznia 1942 w Łokciu wziął udział w walce z sowieckimi skoczkami spadochronowymi, którzy zabili przywódcę Republiki Łokockiej Konstantina P. Woskobojnika. Został oficerem 3, a następnie 5 batalionu 3 Pułku RONA, biorąc udział w walkach z partyzantami i Armią Czerwoną. W maju 1943 doprowadził do spacyfikowania buntu w pułku. Za zasługi został w czerwcu tego roku odznaczony orderem przez dowódcę RONA Bronisława W. Kaminskiego, a następnie wyjechał na krótko do Niemiec. Po powrocie powrócił do 5 Pułku, w szeregach którego walczył z Armią Czerwoną w rejonie Dmitrow-Orłowsk. We wrześniu wstąpił do odłamu cerkwi prawosławnej podporządkowanego Niemcom. Za udział w operacji antypartyzanckiej „Frühlingsfest” wiosną 1944 został odznaczony Żelaznym Krzyżem 1 klasy. Pod koniec kwietnia tego roku wstąpił do NSDAP. Po przekształceniu RONA pod koniec lipca w Brygadę Szturmową SS „RONA” otrzymał stopień Hauptsturmführera Waffen-SS. W sierpniu i wrześniu uczestniczył w pacyfikacji Powstania Warszawskiego jako dowódca kompanii zbiorczego pułku szturmowego Brygady Szturmowej SS „RONA”. Po zakończeniu walk przeszedł do 30 Dywizji Grenadierów SS. Nie wyraził zgody na wstąpienie do Sił Zbrojnych KONR, w związku z czym został przeniesiony do jednej z dywizji Waffen-SS. Awansował do stopnia Sturmbannführera Waffen-SS. Uczestniczył w ofensywie w Ardenach na przełomie 1944/1945. Następnie brał udział w walkach nad Renem. W kwietniu 1945 został Obersturmbannführerem Waffen-SS. Po zakończeniu wojny został pod koniec 1945. aresztowany przez Smiersz. Z powodu fałszywych dokumentów nie rozpoznano go jednak jako b. oficera RONA. Został skazany na karę 15 lat łagrów. W 1958 został sekretnie wyświęcony do stanu duchownego przez ihumena Wasilija. Przyjął imię ojca Polikarpa. Po wyjściu na wolność w 1961 ponownie go aresztowano i skazano na kolejne 5 lat łagrów (nie przyznał się) za przynależność do nielegalnej Rosyjskiej Cerkwi Katakumbowej. Kiedy został wypuszczony, brał udział w tajnych soborach Cerkwi w latach 1971 i 1981, a następnie kolejnych już otwartych w 1994, 1995, 1998, 1999 i 2000 r. Na ostatnim soborze został wybrany episkopem (biskupem) tiumeńskim.